# Beverly Hills City Hall

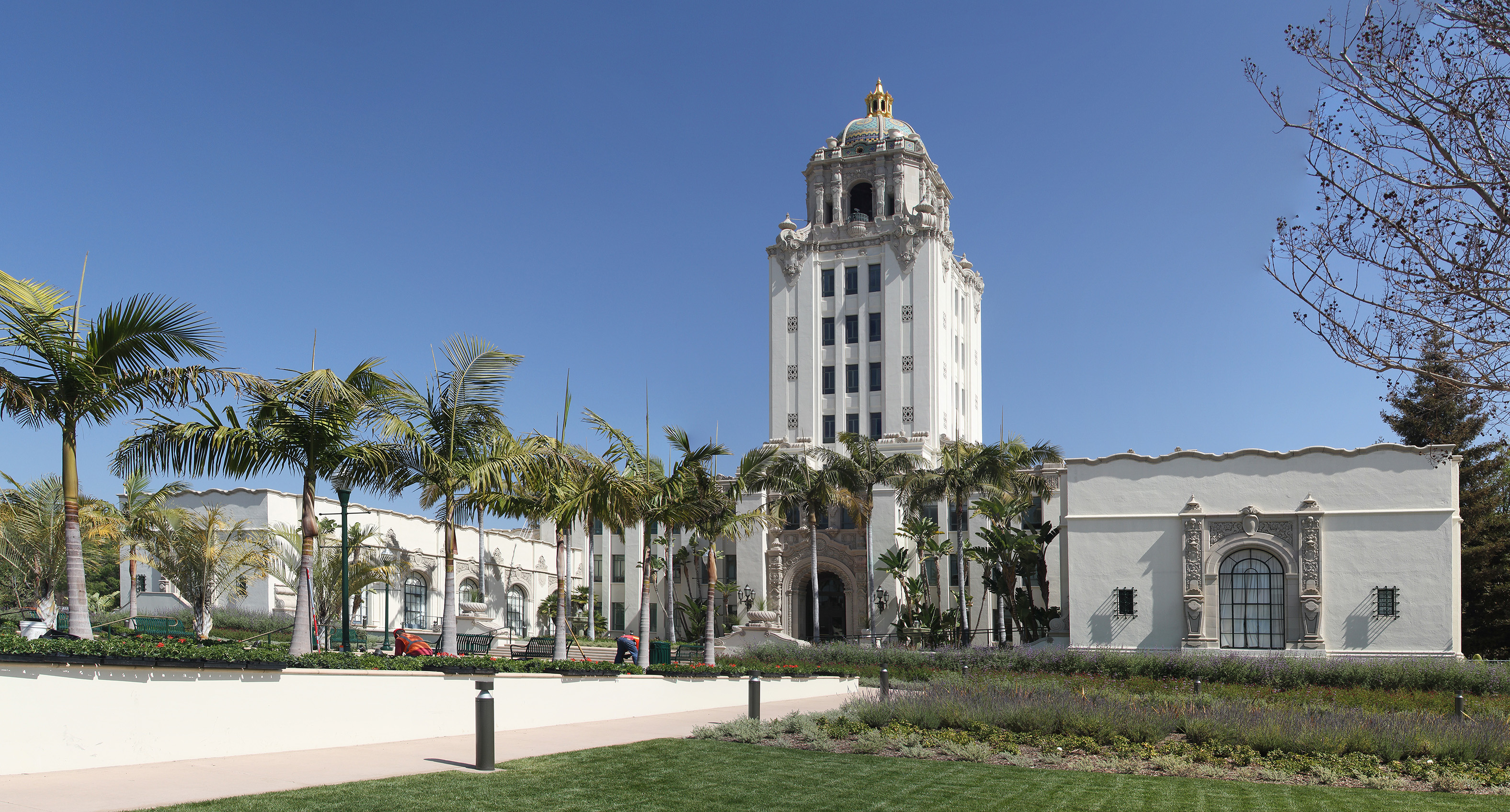
Beverly Hills City Hall

Beverly Hills City Hall is het stadhuis van de Amerikaanse plaats Beverly Hills in Los Angeles County (Californië).

## Geschiedenis
Het werd geopend in april 1931 en is sinds 1932 in gebruik. Het gebouw werd ontworpen door William Gage en Harry Koerner in Spanish Colonial Revival-stijl. Het gebouw is twee tot drie verdiepingen hoog en heeft een toren in het midden van acht verdiepingen met een betegelde koepel erbovenop.
In 1982 werd het gebouw gerenoveerd en uitgebreid. In 1990 werd aan de achterzijde een aanbouw gerealiseerd. Dit civic center was in moderne stijl gebouwd maar wel geïnspireerd op de stijl van het oudere deel. Het bevat een bibliotheek, het politiebureau en de brandweerkazerne. In 2008 werd de ingang verplaatst van Crescent Drive naar Rexford Drive.